# Davis Glacier
Davis Glacier är en glaciär i Antarktis. Den ligger i Östantarktis. Nya Zeeland gör anspråk på området. Davis Glacier ligger 200 meter över havet.
Terrängen runt Davis Glacier är platt åt sydost, men åt nordväst är den kuperad. Terrängen runt Davis Glacier sluttar österut. Trakten är obefolkad. Det finns inga samhällen i närheten.